# Frode Konstantin Neergaard
Frode Konstantin Neergaard (født 4. november 1952) er en dansk diplomat med speciale i internationalt udviklingssamarbejde samt miljø- og klimadiplomati. Ridder af Dannebrog.
Karriere: Frode Neergaard er uddannet geograf og med diplom i internationale udviklingsstudier fra Roskilde Universitet i 1985. Neergaard's professionelle karriere har primært udfoldet sig indenfor udviklings-, klima- og miljødiplomati i det danske udenrigsministeriums afdeling for internationalt udviklingsamarbejde, Danida. Frode Neergaard har beklædt en række poster i ministeriet på Asiatisk Plads i København, været udstationeret på poster i Afrika, ved Verdensbankens bestyrelse i Washington D.C. og som Danmarks stedfortrædende permanente repræsentant i OECD's bestyrelse og næstformand for OECD's Udviklingskomité, DAC, i Paris. I en årrække har Frode Neergaard været dansk klimaforhandler ved de årlige konferencer under FN's Klimakonvention (UNFCCC) med ansvar for udviklingsrelaterede forhandlingsemner. I relation hertil har Frode Neergaard været medformand for en EU-ekspertgruppe om disse emner samt medformand for UNFCCC's Eksekutivkomité under den Internationale Warszawa Mekanisme om klimaskabte tab og skader. I forbindelse med UNFCCC-klimakonferencen i Dubai, COP28, blev Frode Neergaard af internetmediet, Altinget, udnævnt som ugens danske embedsmand. Forud for karrieren i Udenrigsministeriet var Frode Neergaard udsendt på poster i Etiopien og Sierra Leone for FN's Fødevare- og Landbrugsorganisation. Fra 2015 til 2020 havde Frode Neergaard to orlovsperioder fra Udenrigsministeriet, hvor han var chef for Global Green Growth Institute's kontor i London og leder af Sustainable Development Investment Partnership Arkiveret 19. marts 2021 hos  Wayback Machine i World Economic Forum. Siden pensionering fra den danske udenrigstjeneste i 2024 har Frode Neergaard bidraget med debatindlæg om klima og international udvikling i en række medier, ligesom Frode Neergaard er medlem af bestyrelsen i Danmission og medlem af Christianshavns Lokaludvalg under Københavns Borgerrepræsentation. I sin studietid arbejdede Frode Neergaard i danske frivillige udviklingsorganisationer, bl.a. som medlem af bestyrelsen i Mellemfolkeligt Samvirke, og i anti-apartheidbevægelsen og Solidaritetsforeningen Danmark-Mozambique.

## Personligt
Frode Neergaard er født på Diakonissestiftelsen på Frederiksberg og er vokset op i Sdr. Felding og Struer. Forældrene er sognepræst Axel Konstantinus Jensen og Kirsten Neergaard Jensen. Frode Neergaard er gift med Annelise Højhus og far til Jeppe, Anders og Elisabeth.